# 香西元盛
香西元盛（日语：／ Kōzai Motomori，不詳—1526年8月20日)，是日本戰國時代武將，室町幕府管領細川高國之重臣，通稱四郎左衛門尉。

## 生平
元盛是丹波國有力國人波多野清秀之子 ，其兄為波多野元清，其弟為柳本賢治（亦有文獻視賢治為兄、元盛為弟，然根據當時日記中的記載、以及兩人實際入嗣兩家的時期，再加上香西氏與柳本氏的家格差異，以元盛為兄，賢治為弟方為正確:117。）
元盛之父清秀在應仁之亂中屬於細川勝元（丹波守護）一方，後因戰功被賜予丹波多紀郡，這是波多野氏在丹波地區建立勢力的開始。此後，清秀仕於勝元之子細川政元，波多野一族也以多紀郡為中心，逐漸將勢力擴展至整個丹波國。
至於元盛所繼承的香西氏相傳源自藤原北家流派的讚岐國國司。在室町時代，成為讚岐東部最大的勢力，並仕於擔任讚岐守護及室町幕府管領的細川京兆家。應仁之亂後，香西氏在山城國和丹波國也擁有所領，並在隨後細川氏的內訌中扮演重要角色。
明應六年（1497年），香川氏當主香西元長在管領細川政元的幫助下成為山城守護代。元長屬於政元三名養子（澄之、高國、澄元）中的澄之派，並與澄元派的三好之長等人互別苗頭。永正四年（1507年）六月，元長與藥師寺長忠、竹田孫七等人因不滿澄元派勢力抬頭，故而策劃謀殺了政元，並將澄元及之長等人逐出京都（永正錯亂）。同年七月，幕府第11代將軍足利義澄認定澄之為細川氏宗家後嗣，澄之也成為細川京兆家第13代當主。然而，澄元一方隨即重新整頓態勢，政元的另一養子高國也加入了澄元一方。八月，細川高國、細川尚春、細川政賢等人攻擊了澄之位於京都的府宅，元長與澄之、藥師寺長忠遭到殺害。
除掉澄之之後，澄元與高國又為爭奪家督之位而爆發新一輪的爭鬥（兩細川之亂）。此時已成為波多野氏當主的波多野元清選擇投靠高國一方，隨後又在多場戰役中立下赫赫戰功，獲得高國之信任。另一方面，自香西元長死後，香西氏當主之位無人繼承，為感謝波多野氏一族之貢獻，元盛遂在高國的命令下繼承了香西氏的名跡（元盛名字中的「元」字乃依據香西家慣例所加），其弟賢治也在永正十七年（1520年），繼承了柳本氏名跡:117-119。
然而，在大永六年（1526年）七月十三日，因為細川尹賢的讒言，元盛遭到高國討殺。做為一名武將，元盛雖頗有軍事方面之才能，卻因缺乏教育並不識字。因此，尹賢製作了一份偽造文書，聲稱元盛曾與細川晴元及三好元長內通，並將這份文書呈交給高國。信以為真的高國，便將元盛殺害。
元盛死後，亟欲為兄弟報仇的元清與賢治憤而起兵反抗，並在翌年（1527年）二月的桂川原之戰中與細川晴元（澄元之子）、三好元長等一同擊退高國，高國也出逃近江坂本。值得一提的元盛遭殺後所導致後續影響也成為高國政權崩壞的契機。

## 出處
1. ↑  《二水記》大永六年十一月五日。《細川兩家記》大永六年七月十三日條。
2. 1 2  馬部隆弘. . 吉川弘文館. 2018.
3. ↑  藤田（2000）P.19
4. ↑  大阪府史編集専門委員会（1981）P.301
5. ↑  大阪府史編集専門委員会（1981）P.304
6. ↑  大阪府史編集専門委員会（1981）P.305
7. ↑  《不問物語》
8. ↑  宝塚市史 第二卷（1977）P.58
9. ↑  宝塚市史 第二卷（1977）P.58
10. ↑  木下聡 編（2016）